# Tonheca Dantas
Antônio Pedro Dantas, mais conhecido como Tonheca Dantas (Acari, 13 de junho de 1871 — Natal, 7 de fevereiro de 1940) foi um prolífico compositor e maestro brasileiro, autor de uma obra estimada em mais de mil peças musicais. Nascido na localidade de Carnaúba de Baixo, então parte de Acari, era filho de João José Dantas, um tenente-coronel da Guarda Nacional, e de Vicência Maria do Espírito Santo, uma mulher ex-escravizada. Pertencia a uma família com tradição musical, sendo primo do também compositor e maestro Felinto Lúcio Dantas.

## Formação e início da carreira
Demonstrou interesse pela música desde cedo, aprendendo os fundamentos com seus irmãos, em particular com José Venâncio, numa banda de música em sua cidade natal. Foi um músico autodidata, nunca tendo recebido formação musical formal em instituições acadêmicas. Desenvolveu suas habilidades através da prática constante e da interação com músicos locais, aprendendo a tocar diversos instrumentos, especialmente os de sopro. Sua habilidade e dedicação o tornaram uma figura influente em sua comunidade desde jovem, chegando a inspirar seu primo Felinto Lúcio Dantas a seguir carreira na música.

## Atuação como maestro

### Banda da Polícia Militar do RN
Em 1898, mudou-se para Natal, capital do Rio Grande do Norte, onde foi contratado como maestro da Banda de Música do Batalhão de Segurança, que viria a ser a banda da Polícia Militar do Rio Grande do Norte (PMRN). Sua nomeação oficial como mestre de música ocorreu em 30 de maio de 1898, com um contrato inicial de três anos. Seu notório talento musical o dispensou do curso de formação de soldados. Em reconhecimento à sua contribuição, o auditório da Banda de Música da PMRN foi nomeado em sua homenagem.
Uma anedota, registrada na biografia escrita por Cláudio Galvão, ilustra sua versatilidade: durante o teste para maestro, ao ser questionado sobre qual instrumento escolheria para tocar uma partitura apresentada, Dantas respondeu com segurança: ‘Qualquer um… O Sr. Diga qual o que quer’. A comissão examinadora, surpresa, desafiou-o a executar a peça em diversos instrumentos da banda, o que ele fez demonstrando grande domínio musical.

### Belém e Paraíba
Em 1903, Tonheca Dantas mudou-se para Belém, no Pará, onde assumiu a regência da Banda de Música do Corpo de Bombeiros Militar do Pará. Permaneceu nesta função até o ano de 1910. Em seguida, em 1910, transferiu-se para a Paraíba, onde liderou as bandas de música das cidades de Alagoa Grande e Alagoa Nova por aproximadamente um ano.

### Retorno a Natal
Em 1911, retornou definitivamente a Natal e reintegrou-se à Banda de Música da Polícia Militar do Rio Grande do Norte.

## Composições e estilo
Tonheca Dantas deixou uma vasta obra, com estimativa superior a mil composições, que se destacam pela diversidade de gêneros. Embora seja mais conhecido por suas valsas, também compôs dobrados, maxixes, hinos, xotes, polcas, marchas e outras peças orquestradas. Suas músicas continuam presentes no repertório de bandas filarmônicas em todo o Brasil e ocasionalmente são executadas no exterior.

### Valsa "Royal Cinema"
Uma de suas criações mais célebres é a valsa Royal Cinema. A peça foi uma encomenda de José Petronilo de Paiva, que era proprietário do cinema homônimo em Natal, e tinha como finalidade ser tocada na abertura das sessões cinematográficas. A valsa ganhou notoriedade internacional inesperada durante a Segunda Guerra Mundial, quando foi frequentemente transmitida pela Rádio BBC de Londres e, segundo relatos, também pela Rádio Berlim. No entanto, nessas transmissões, a autoria era frequentemente omitida, sendo anunciada como de "autor desconhecido".

### Outras obras notáveis
Além de "Royal Cinema", sua produção inclui peças como a Valsa Delírio, a suíte Melodia do Bosque, a Valsa A Desfolhar Saudades, a marcha solene Republicana e o dobrado Tenente José Paulino. A presença de suas valsas Delírio e Odette no acervo de partituras da banda da polícia militar do Ceará, demonstra a circulação de sua música para além das fronteiras do Rio Grande do Norte. Suas composições foram gravadas ao longo do tempo por diversos artistas e grupos, como a Banda de Música do 14º Regimento de Infantaria da Paraíba, o saxofonista Ivanildo do Sax de Ouro, o músico Zé de Elias, o Quarteto de Cordas da UFRN e a Orquestra Sinfônica do Rio Grande do Norte. Em 1983, a UFRN lançou o LP "Tonheca Dantas – Royal Cinema", dedicado à sua obra. Seu bisneto, o músico Antônio José Madureira, também o homenageou com a gravação da "Suíte retreta" em 1997.

## Legado e reconhecimento
Tonheca Dantas é reconhecido como uma figura central na história musical do Rio Grande do Norte, tendo alcançado "a mais elevada posição entre os músicos do Rio Grande do Norte" e desfrutado de popularidade em todo o Nordeste e outras regiões do Brasil. O ex-prefeito de Natal, Djalma Maranhão, costumava chamá-lo afetuosamente de "Strauss Papa-Jerimum". O apelido combinava uma comparação elogiosa ao famoso compositor austríaco de valsas, Johann Strauss, com o termo regional "Papa-jerimum", designação para os potiguares (naturais do RN), ressaltando a fusão do estilo europeu com a identidade local em sua música.
O Governo do Estado do Rio Grande do Norte prestou-lhe homenagem póstuma ao inaugurar a Sala Tonheca Dantas no prestigioso Teatro Alberto Maranhão, em Natal. Em 2021, por ocasião do sesquicentenário (150 anos) de seu nascimento, diversas comemorações foram realizadas, incluindo a inauguração de uma estátua em sua homenagem na cidade de Carnaúba dos Dantas.